# 백일 공세
백일 공세는 제1차 세계 대전의 서부 전선에서 협상국 군대가 개시한 일련의 공세를 일컫는 말이다. 협상국은 아미앵 전투에서 승리함으로써, 독일 제국이 춘계 공세 동안 이루어놓은 성과를 수포로 만드는 데 성공했다. 독일 제국군은 힌덴부르크 선으로 철수했으나, 협상국은 9월 29일 생퀜틴 운하 전투를 비롯한 여러 전투에서 승리를 거두어 힌덴부르크 선을 돌파하는데 성공했다. 독일 11월 혁명과 함께 이 전투는 독일 제국이 협상국에게 항복하는 결정적인 계기가 되었다. "백일 공세"라는 단어 자체는 어떠한 전투나 전략을 의미한다기보다는 독일군의 제대로 된 대응 없이 연합군이 신속하게 진격한 일련의 과정을 의미한다.